# Ernst Eckstein (Schriftsteller)

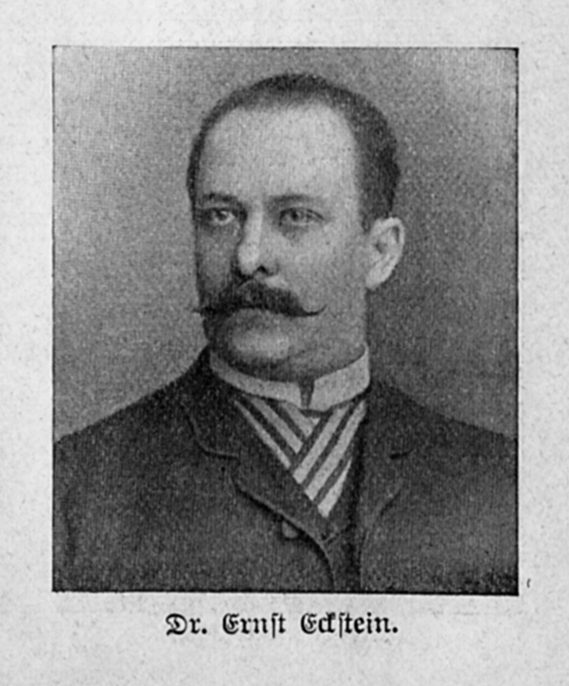
Ernst Eckstein

Ernst Eckstein (* 6. Februar 1845 in Gießen; † 18. November 1900 in Dresden) war ein deutscher Schriftsteller.

## Leben
Der Sohn eines Hofgerichtsrats studierte Rechtswissenschaften, Philosophie und Philologie in Gießen, Bonn sowie Marburg und promovierte 1866.
Anschließend arbeitete Eckstein als freier Schriftsteller (Reisen nach Süd- und Westeuropa). 1872 wurde er Mitarbeiter der Wiener Neuen Freien Presse, von 1874 bis 1882 war er Herausgeber der Leipziger Deutschen Dichterhalle, einer alle zwei Wochen erscheinenden Zeitschrift, für die er als Mitarbeiter die damals prominenten Autoren Felix Dahn, Emanuel Geibel, Karl Gutzkow oder Paul Heyse gewinnen konnte. Die Deutsche Dichterhalle machte sich vor allem „als repräsentatives Organ gründerzeitlicher Lyrik“ einen Namen. Zwischendurch betrieb Eckstein einen eigenen Verlag und war von 1879 bis 1882 Redakteur der satirischen Zeitschrift Schalk.
Eckstein gehörte zu den „meistgelesenen Schriftsteller(n) der Gründerzeit“. Außerordentlich populär wurde seine Schulhumoreske Der Besuch im Carcer (fortsetzungsweise vorabgedruckt im November 1872 in den Münchener Fliegenden Blättern), von der zwischen 1875 und 1902 57 Auflagen erschienen (auch in Reclams Universal-Bibliothek, zuletzt 1952). Sie gilt als Vorbild für Heinrich Spoerls Feuerzangenbowle.
Eckstein verstarb 1900 in Dresden und wurde auf dem Trinitatisfriedhof beigesetzt.
Eckstein hat sich einen bleibenden Namen als Gründer der Gymnasialhumoreske gemacht; sein vielseitiges Schaffen ist dagegen in Vergessenheit geraten. „Denn er befaßte sich außerdem mit so unterschiedlichen literarischen Genres wie komische und groteske Epen, Feuilleton, Reiseeindrücke, Stimmungsbilder, Essays, Lyrik, Novellen und Gegenwartsromane. […] In dem sozialkritischen Roman Familie Hartwig beispielsweise werden die ökonomischen Probleme geschildert, mit denen sich der handwerkliche Mittelstand und das Kleinbürgertum angesichts der zunehmenden wirtschaftlichen Dominanz gewerblicher Großbetriebe konfrontiert sieht.“  Eckstein verfasste auch zahlreiche historische Romane mit Themen aus der römischen Antike. Besondere Bedeutung erlangte er als kenntnisreicher Pionier der Feuilletonkunde. Eckstein war der Erste, der sich eingehend mit dem Wesen und der noch jungen Geschichte des Feuilletons in Deutschland beschäftigte.
1898 zählte er in Westermanns Monatsheften Wörter auf, die ursprünglich aus dem Deutschen kamen und später reimportiert wurden, etwa das Althochdeutsche kliban, was zum französisch klingenden Clique wurde. Er nennt die in die USA ausgewanderten und später nach Deutschland zurückgekehrten Menschen ironisch „charakterlose Vollblut-Deutsche“, die statt Amerika nun Amerrika sagen.

## Werke
- Schach der Königin. Humoristisches Epos. Kröner, Stuttgart 1870 (Digitalisat).
- Venus Urania (Epos), 1872
- Der Besuch im Carcer. Humoreske. Mit 6 Original-Illustrationen von G. Sundblad. Leipzig: Hartknoch 1875 (Digitalisat). Neuausgabe Hofenberg, Berlin 2016, ISBN 978-3-86199-481-7.
- Humoresken (2 Bde.), 1875/82
- Beiträge zur Geschichte des Feuilletons (2 Bde.), 1876
- Die Mädchen des Pensionats. 1876 (Digitalisat). Neuausgabe Hofenberg, Berlin 2016, ISBN 978-3-86199-481-7.
- Lisa Toscanella (Novelle), 1876 (Digitalisat).
- Pariser Leben (Reisefeuilletons), 1876. Vierte, vermehrte und verbesserte Auflage, Leipzig 1878 Digitalisat
- Madeleine Gedicht, 1877
- Ein Pessimist (Komödie), 1877
- Sturmnacht (Novellen, 2 Bde.), 1878
- Murillo. Ein Lied vom Guadalquivir. Verlag Richard Eckstein, Leipzig 1880 (Digitalisat).
- Die Claudier (Roman, 3 Bde.), 1881 (Digitalisat)
- Prusias. Roman aus dem letzten Jahrhundert der römischen Republik (3 Bde.), 1884
- Aphrodite (Roman aus Alt-Hellas), 1886
- Ringkämpfe. Kleine Essays, Verlag Wilhelm Friedrich, Leipzig 1886 (Digitalisat).
- Nero (Roman, 3 Bde.), 1889 (Digitalisat 1. Band), (Digitalisat 2. Band), (Digitalisat 3. Band). Neuausgabe Hofenberg, Berlin 2016, ISBN 978-3-8430-1460-1.
- Decius, der Flötenspieler. Eine Lustige Musikantengeschichte aus dem alten Rom. Verlag von Carl Reissner, Leipzig 1891 (Digitalisat).
- Elmas Bräutigam. Novelle. Verlag Rich. Eckstein Nachf., Berlin 1891 (Digitalisat).
- Das Kind (Novelle), 1893
- Verstehen wir Deutsch? Volkstümliche Sprachuntersuchungen, 1894
- Familie Hartwig (Roman), 1894
- Kyparissos (Roman), 1895[5]
- Roderich Löhr (Roman), 1896
- Ebbe und Flut (Gedichte), 1897
- Willibald Menz. Lavafluten (Roman), 1898
- Die Klosterschülerin (Roman), 1899
- Die Märchenprinzessin (Roman), 1901
- Gesammelte Schulhumoresken, 1907
- Ausgewählte Romane. 6 Bde. Dresden: Reißner 1910